# 赵荣声
赵荣声（1915年—1995年），笔名任天马。安徽省太湖县人，中国共产党間諜，后曾任《西北日报》社长、工人出版社副社长。

## 生平

### 燕京大学
赵荣声出生于一个书香门第，所谓“四代翰林”的家庭。父亲赵纶士（1890年－1950年）毕业于安徽高等学堂，历任安徽省立第一师范学校教导主任，安徽省教育厅视学、徽州四女师教员，安庆六邑联中校长等职务，抗日战争时期也坚持办学。
赵荣声生于安庆天台里赵家大院。小学毕业后，随父亲赴南京，入陶行知创办的南京安徽中学学习。1935年8月，赵荣声考入燕京大学法学院。1935年10月，燕京大学的中国共产党党员牛文颖按照中共的指示，吸收了大学一年级新生赵荣声加入燕京大学的中共外围组织中国左翼社会科学家联盟（简称“社联”）北平分盟。不久，北平市文总将《学生周报》的编辑工作分配给燕京大学社联，赵荣声担任编辑。1935年11月，赵荣声又参加燕京大学的中国左翼作家联盟（简称“左联”），由王明远（王永祺）领导。
1935年12月，赵荣声参加了一二·九运动的游行，及随后举行的一二·一六大示威。1936年1月4日，平津学生南下扩大宣传团从北平出发，其中燕京大学学生被编为第三团第二大队。第二大队大队长原为王汝梅（黄华），陈翰伯为第二大队第三小队队长。不久王汝梅调往指挥部，出任第三团团长，陈翰伯接任第二大队大队长，赵荣声任第三小队队长。南下宣传团受阻后，团员们成立了中国共产党领导的“中华民族解放先锋队”（简称“民先”），赵荣声成为首批民先队员。
1936年春，燕京大学成立了文学组织，名为“‘一二·九’文艺社”，赵荣声担任“一二·九”文艺社负责人。社员主要有：非垢（张福）、玲君（白汝瑗）、郭蕊（郭心晖）、杜若（杜含英）、力野（葛力）、周游（夏得齐）、宋悌芬（宋奇）、天蓝（王名衡）、流金（程应）、龙门（柯家龙）、余文（余焕栋）等人。
1936年3月31日，北平各校的学生在北京大学礼堂为河北省被害学生郭清召开追悼大会，遭到军警镇压，赵荣声从胡同中逃脱，燕京大学社联党团书记王永祺被逮捕。1936年4月4日，赵荣声被中共燕京大学党支部吸收加入中国共产党，并接替王永祺担任社联党团书记。不久，中共上级组织决定撤销外围组织“社联”、“左联”，赵荣声处理了社联人员转入“民先”、入党的问题。赵荣声还曾任中共燕大支部宣传委员。1936年5月，燕京大学学生自治会改选，赵荣声当选为学生自治会执行委员会委员。此时，原学生自治会负责人王汝梅（黄华）、陈翰伯、刘柯（刘克夷）即将毕业离开燕京大学，赵荣声便接任《燕大周刊》主编，周游（夏得齐）、郭蕊（郭心晖）为编委。美国记者埃德加·斯诺访问延安所写的《毛泽东访问记》，便是在赵荣声主编的1936年12月5日《燕大周刊》第7卷17、18期中发表的。由于《燕大周刊》背靠美国人主办的燕京大学，所以报道了许多中国报刊不敢披露的消息，比如有关冀东防共自治政府成立的消息，就是《燕大周刊》首家报道的，《燕大周刊》发表了《傀儡统治下的冀东》，周游采访后撰写的《太阳旗飘扬下，丰台、通州两日游程简记》。此外，《燕大周刊》还发表了《东北义勇军的发展和现状》。
1936年11月，北平作家协会成立并发表宣言，燕京大学的牛文颖、王名衡、赵荣声在宣言上签名。1937年5月21日，燕京文学会筹备委员会成立，发起人包括赵荣声等许多“一二·九”文艺社成员。

### 访问延安
1937年3月，埃德加·斯诺邀请赵荣声等20余位燕京大学学生在美国籍教授夏仁德家中聚会，埃德加·斯诺将在陕北苏区访问期间写成的《红星照耀中国》（即《西行漫记》）一书的打印稿分发给大家，还将在陕北拍摄的200余张照片给大家看，又放映了电影——毛泽东检阅红军的实况。
此后，赵荣声和十多个同学以“春假到西安旅行”的名义，依据斯诺画的一张草图，踏上赴陕北的旅程。1937年4月1日，赵荣声、朱劭天（朱经尧）、王向立（冯玉麟）、柯华（林德常）、陈龙（陆振南）、靳明（靳淑娟）、郑怀之、欧阳方（颜福廷）、李执（李植清）、非垢（张福）共10位同学到达延安，这是北平第一个到达延安的访问团。
在延安，他们首先受到一二·九运动中的燕京大学学生领袖黄华的欢迎。女作家丁玲也来会见他们。陈赓、成仿吾特地找他们座谈。林伯渠在延安财政部的列宁室接见了他们。他们还受到了毛泽东的接见。后来，赵荣声一行聆听了毛泽东作的《统一战线和抗日问题》报告。在延安，他们观看了话剧，参观中国人民抗日军政大学，并见到了朱德、博古（秦邦宪）。最后他们结束了在延安的访问，回到北平。

### 抗战初期
在北平日益紧张的气氛中，赵荣声预感到中日开战不可避免，便撰写了通讯《迎接事变的北平学生》，投给上海的《申报周刊》。随后七七事变很快爆发，《申报周刊》于1937年7月15日刊发该文，题目改为《炮火声中的北平学生》。7月25日，《申报周刊》刊登了赵荣声拍摄的《宛平战役之回顾》整版战场实况照片。7月26日，《申报周刊》又发表了赵荣声的《烽烟中的故都》一文。
1937年7月七七事变发生后，中共党组织通知赵荣声南下，赵荣声先后到天津、上海、杭州，最终回到家乡安庆。当时安庆仍在蒋介石的国民政府统治下。后来，赵荣声与从北平、上海、南京等地回到家乡的青年联系，在天台里的赵荣声家聚会，组织了“流亡学生抗日宣传队”，通过歌曲、街头话剧宣传抗日。随后，这批青年组成了“安徽省民众抗敌后援会各县流动工作队”，在安徽怀宁、桐城、舒城、六安、霍山等县进行宣传。
1937年10月，赵荣声赴武汉，遇到了音乐家冼星海。在冼星海的鼓励下，赵荣声将自己赴延安的经历写成了《活跃的肤施》（延安原名肤施）的小册子。这是中国人撰写的首部宣传延安的书，出版后引起强烈反响。
后来，赵荣声从报纸上获悉丁玲领导“西北战地服务团”抵达山西前线。1937年12月，赵荣声离开武汉，赴山西临汾，找到了彭雪枫、丁玲，被分配入“西北战地服务团”任随军记者，成为八路军战士。

### 卫立煌秘书
1938年1月31日农历春节，第二战区前敌总指挥卫立煌给八路军总司令朱德拜年。丁玲通知赵荣声前往采访。后来，赵荣声撰写的《西线上的一个盛会》发表于《群众周刊》，引起卫立煌的关注。卫立煌向秘书刘毓珩（即陈其五）打听作者赵荣声的情况，并称：“为什么能干的青年都跑到八路军那里去了？你能不能把他找来，到我们司令部当秘书？”刘毓珩是安徽巢县人，一二九运动时任国立清华大学学生救国会主席，奉叶剑英之命赴国军内部从事统战工作的。1938年2月刘毓珩在朱德的第十八集团军“集总”驻地由赵荣声介绍入党。刘毓珩便致信赵荣声，要赵荣声来第二战区前敌总指挥部（卫立煌为总指挥）任职。赵荣声接到来信后十分犹豫，总政治部副主任傅钟立找其谈话，强调了赴国军内部从事统战工作的重要性。赵荣声乃赴霍县的第二战区前敌总指挥部报到，出任少校秘书。
当时，韩信岭战役失利，卫立煌准备转移至中条山，赵荣声乃向其建议：“还是走陕北这条路好，也正是参观延安的好机会。”卫立煌遂让赵荣声立即将近期出版的八路军刊物拿来给他看，并让赵荣声立即拟一个“延安讲话”稿备用。1938年4月17日，赵荣声随卫立煌的车队抵达延安。卫立煌一行受到了热烈欢迎。滕代远、萧劲光接待并陪同卫立煌拜会了毛泽东。中午，毛泽东设宴款待卫立煌一行。下午，卫立煌一行参观了中国人民抗日军政大学。晚间，毛泽东亲自主持了欢迎晚会，卫立煌在会上发表讲话。三天的访问，使卫立煌发生了很多感想。
在长期同卫立煌的相处中，赵荣声经常介绍中共方面的抗日主张，卫立煌也向赵荣声讲心里话。一天晚上，卫立煌突然向赵荣声提出：“我参加共产党好吗？怎么参加呢？”赵荣声乃赴八路军西安办事处向林伯渠请示，林伯渠说：“你回去告诉卫立煌，好好做一个革命的国民党员，做一个真正实行孙中山先生革命主张的国民党员，这样，对于中国革命的贡献比参加共产党更大一些。”
一天，赵荣声收到了署名“胡服”（刘少奇的化名）的信，信中约赵荣声赴渑池县晤谈。赵荣声来到渑池县八路军兵站，见到了从延安来赴华中的刘少奇。刘少奇此次主要是了解赵荣声在卫立煌处从事统战工作的情况，听完赵荣声的汇报后说：“你只要能在卫立煌身边呆下去，就是成绩……”并指示赵荣声做好长期留在卫立煌身边的打算，还明确了赵荣声的“红色卧底”身份。
1939年6月，湖南发生平江惨案。1939年11月，河南发生竹沟惨案。1941年皖南事变发生。随着国共摩擦的日益激烈，赵荣声的言行已引起了特务怀疑，处境非常危险。后来，赵荣声率全家回到太湖县，将孩子交给父母照料，自己准备赴疏散至成都市的燕京大学继续学习。不料日军突然对太湖县进行“扫荡”，赵荣声全家躲入太湖县西北的山林中的亲威家。直到1943年秋，赵荣声夫妻才到燕京大学复学。
1946年秋，赵荣声夫妻从燕京大学毕业。1946年11月底，赵荣声在上海找到了正准备出国旅行的卫立煌。卫立煌要赵荣声在上海等他，赵荣声便托在上海的陈翰伯帮忙寻找工作，自己则回到家乡探亲。由安徽回上海时，赵荣声在南京遇到了表兄张友鸾，张友鸾当时正在办《南京人报》，请赵荣声帮助。不久，赵荣声遇到了已加入国民党的前中共党员袁晓轩（叛离中共时任八路军驻洛阳办事处主任，第一战区司令长官卫立煌长期驻洛阳，因此熟知赵荣声和卫立煌的工作关系），为甩掉跟踪，赵荣声来到甘肃兰州，找到甘肃省政府主席郭寄峤，随后被安排在《西北日报》任社长。
1949年中国人民解放军占领兰州前夕，兰州的学生举行游行示威反对内战，郭寄峤准备武装镇压，赵荣声进行斡旋，争取到事件的和平解决。

### 蒙冤受害
中国人民解放军占领兰州后，赵荣声和妻子靳明回到北京，找到原中共地下党领导人、时任中华全国总工会文教部部长刘子久（抗战前半期任中共河南省委书记兼八路军驻洛阳办事处主任，了解赵荣声当时的政治身份），赵荣声遂被派到中华全国总工会文教部新闻发布组工作。中华全国总工会机关党总支部要赵荣声写出简历，交组织审查。因为赵荣声没有办法证实自己离开卫立煌回到老家太湖县之后没有自动脱党的证据、证人，赵荣声思想负担沉重，觉得中共派他从事统战工作11年，最后卫立煌却当了东北剿总司令，被中共列为战犯，逃往香港，感到自己没有完成中共党组织交给的任务，只好写了自传和一份检查交组织审查。后来，中华全国总工会机关党总支书记找赵荣声谈话称：“你的组织问题，我们不能承认。”“刘子久只能证明你过去（离开卫立煌之前）是党员，不能证明你现在”。赵荣声问：“难道我十几年为党工作全都不算数了吗？刘少奇同志的意见呢？”党总支书记称：“少奇同志也不能证明”，“你10年没有交党费了，怎么能算党员？”后来赵荣声得知，他们根本未询问过刘少奇。由于失望、自责与内疚，赵荣声此后一直未给中共中央及刘少奇写信。
此后，他进入《工人日报》工作，曾任《工人日报》文艺部主任。在《工人日报》工作期间，赵荣声写出了《鞍钢工人的雄姿》、《荆江分洪的壮举》等报道。他对吴运铎长期采访，写出了长篇通讯《我是劳动人民的儿子》，自1953年4月3日起在《工人日报》上连载。后来，赵荣声撰写的该文更名为《把一切献给党》并正式出版，署名为吴运铎。1956年，赵荣声获评为中直机关先进工作者，《工人日报》党组接纳赵荣声为中国共产党预备党员。
1957年反右运动期间，对赵荣声预备党员转正问题，开了六次批判会，最后宣布赵荣声为“反党分子”，开除出中国共产党。1958年10月，赵荣声被补划为“右派分子”，一家三口被下放到山东济宁，赵荣声被分配到济宁地区供销社，在此工作了18年。
文化大革命结束后，赵荣声的“右派”获得改正，恢复了政治名誉，恢复原工资待遇，恢复其1957年的中国共产党党籍，并正式调回《工人日报》社。1979年10月22日，中华全国总工会党委作出了《关于赵荣声党籍问题的复查结论》，恢复其1936年4月以来的中国共产党党籍，并安排他担任工人出版社副社长。

### 晚年生活
1982年离休之后，赵荣声撰写了《回忆录》，陆续发表了《沿着斯诺的足迹》、《一二·九运动中的〈燕大周刊〉》、《卢沟桥劳军采访记》、《为了燃起大别山抗日救亡的烽火》、《30年代燕京大学党的活动》等回忆文章。赵荣声还编辑了《一二·九在未名湖畔》一书。他的《回忆卫立煌先生》一书，详细介绍了他在卫立煌身边的经历。
1991年4月，赵荣声的脑血栓复发，从此入住医院，神智清楚但失去语言及生活自理能力。1995年，赵荣声在北京病逝。